# 노보로시야

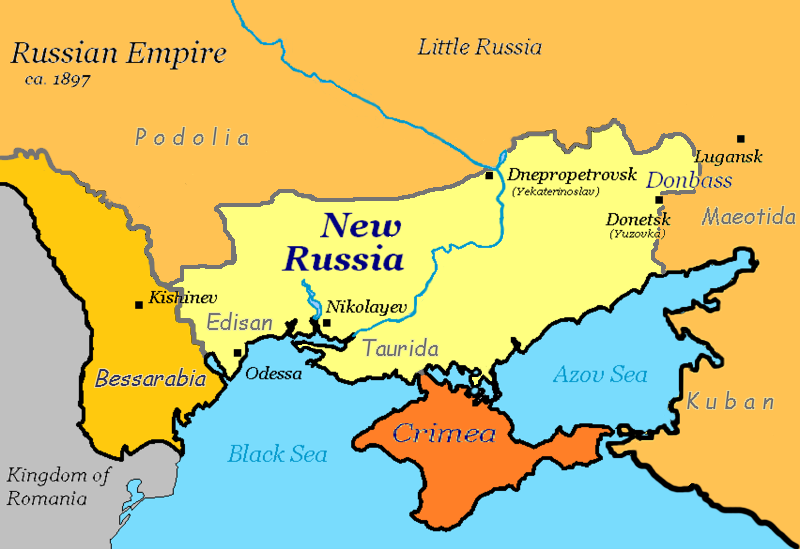
노보로시야의 지도 (1897년경)

노보로시야(러시아어: Новоро́ссия, 신러시아)는 우크라이나 남동부 지역을 가리키는 역사적 명칭이다. 때로는 러시아의 북부 캅카스 지역까지 포함되기도 한다. 이 지역은 문화적으로 러시아어, 러시아 정교회가 절대다수를 이룬다.
현대 행정 구역으로 우크라이나의 도네츠크주, 루한스크주, 드니프로페트로우스크주, 자포리자주, 미콜라이우주, 헤르손주, 오데사주, 크림반도, 몰도바의 트란스니스트리아, 러시아의 크라스노다르 지방, 스타브로폴 지방, 로스토프주와 아디게야 공화국 일대이다.

## 역사
흑해 북쪽 연안에 위치한 지역이다. 오스만 제국의 지배를 받았지만 18세기 말 러시아 제국에 정복되었고 1917년까지 그 통치하에 있었다.

## 도시
러시아 노보로시스크, 우크라이나 예카테리노슬라프(오늘날의 드니프로), 니콜라예프(미콜라이우), 헤르손과 오데사 지역이 노보로시야에 건설된 새로운 도시이다.

## 현대에 미친 영향
2014년 4월 17일 러시아의 대통령 블라디미르 푸틴은 구 소련 시대의 노보로시야 지방이 1920년 우크라이나 소비에트 사회주의 공화국에 주어졌는데, 이 지방은 그 이전에 우크라이나의 영토가 아니었다고 주장하였다.
같은 해 5월 24일, 2014년 우크라이나 친러시아 반란의 과정에서 동부 우크라이나의 미승인국 도네츠크 인민공화국, 루간스크 인민공화국이 통합하여 노보로시야 연방국을 창설하기로 합의하였다. 이 연방국은 장래에 우크라이나 남동부에 위치한 다른 지역들도 노보로시야 연방국에 동참하도록 권유하였다.

## 같이 보기
- 헤르손 전투
- 벨라루스
- 도네츠크-크리보이로크 소비에트 공화국
- 대러시아
- 소러시아
- 노보로시야 연방국
- 고대 대불가리아
- 러시아 민족통일주의
- 헤르손 군민행정부
- 러시아의 영토 확장